# Marios Kasianidis
Marios Kasianidis, gr. Μάριος Κασσιανίδης (ur. 16 września 1954 w Nikozji) – cypryjski lekkoatleta, długodystansowiec, uczestnik Letnich Igrzysk Olimpijskich 1984.
Wystartował w dwóch konkurencjach: w biegu na 10 000 metrów (zajął 10. miejsce w swoim biegu eliminacyjnym z czasem 29:06,08 i odpadł z dalszej rywalizacji) i w maratonie (2:32:51 – 62. miejsce).
W 1982, startując w barwach Grecji, zwyciężył w biegu na 10 000 metrów podczas mistrzostw krajów bałkańskich. Złoty medalista mistrzostw Grecji.

## Rekordy życiowe
- Bieg na 3000 metrów – 7:59,11 (1982) rekord Cypru
- Bieg na 10 000 metrów – 28:26,87 (1981) rekord Cypru
- Maraton – 2:19:51 (1982) rekord Cypru